# Ley de los Altos del Golán
La Ley de los Altos del Golán es una norma promulgada por el Knéset el 14 de diciembre de 1981, establece la soberanía del Estado de Israel sobre la región y es rechazada por Siria y el Mundo árabe que la consideran ilegal por ocupación.
La ley puso fin a 14 años de gobierno militar en la región, determinó unilateralmente las fronteras de Israel y rige actualmente. Siria y la mayoría del mundo no la consideran legítima debido a la Resolución 497, dictada el 17 de diciembre de 1981, donde el Consejo de Seguridad de las Naciones Unidas la declaró nula por tratarse de una anexión.

## Historia

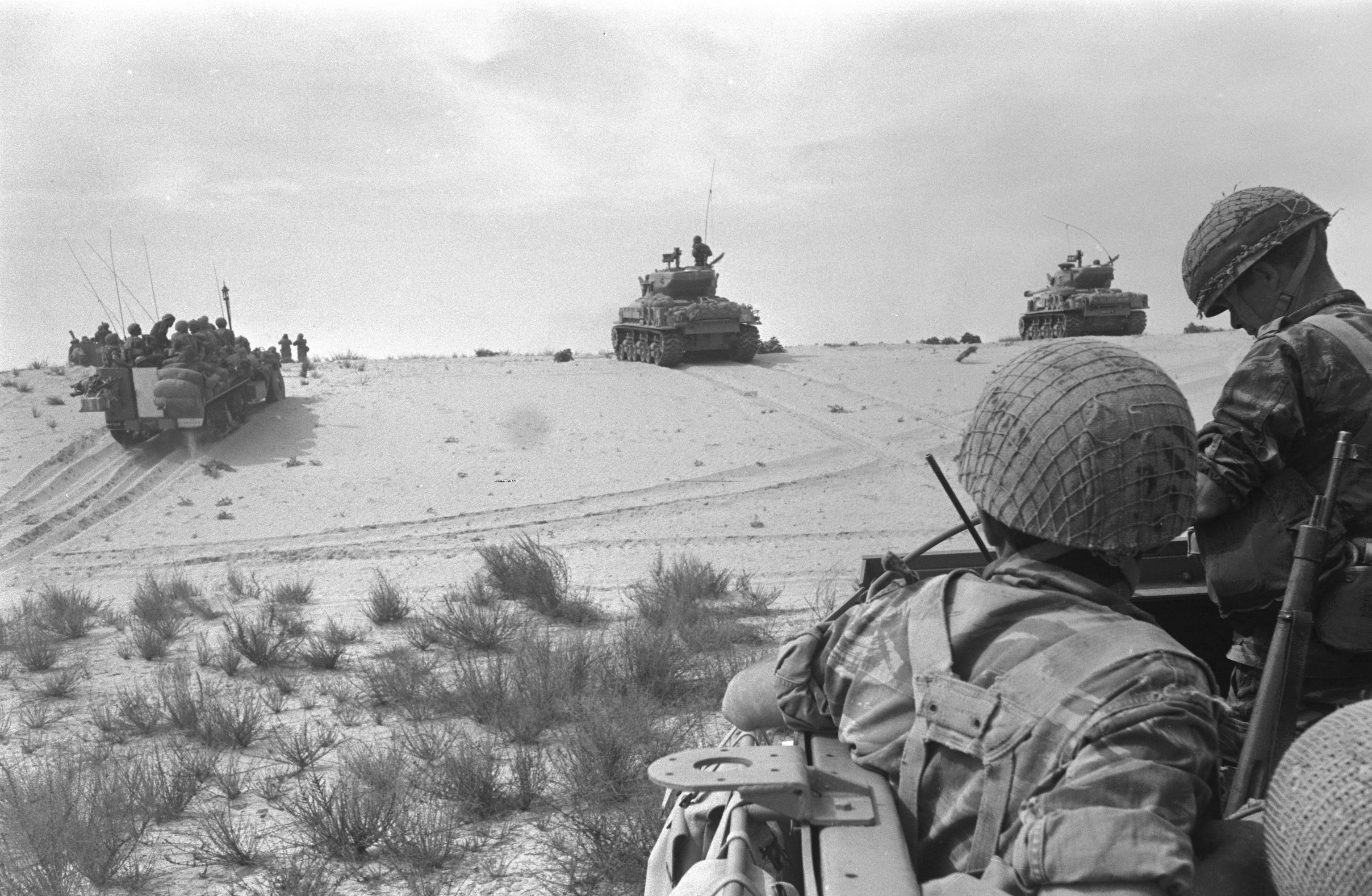
Israel ocupa la región desde la Guerra de los Seis Días.

Las fronteras de Israel no estaban determinadas en el Plan de las Naciones Unidas para la partición de Palestina, lo hizo el Consejo de Estado Provisional con la Ordenanza de Territorio Abandonado y la Ordenanza de Área de Jurisdicción y Poderes en 1948. El alcance es la aplicabilidad de la jurisdicción israelí sobre los territorios acordados en la partición de la ONU y también sobre «cada parte de la Tierra de Israel, que el Ministro de Defensa definió por un manifiesto como, en poder de las Fuerzas de Defensa de Israel».

### Años 1960
Inmediatamente después de la Guerra de los Seis Días, la Knéset aceptó una enmienda a la Orden de Gobierno y Justicia y agregó la sección 11b: «La ley, el juicio y la administración del estado se aplicarán en todo el territorio de la Tierra de Israel que el gobierno determinó por decreto».
Tanto la Ordenanza sobre Jurisdicción y Poderes como el Artículo 11b de la Ordenanza sobre Órdenes Judiciales y de Gobierno se referían a los territorios del Mandato británico de Palestina y, por lo tanto, cuando se tomó la decisión de aplicar la ley israelí a los Altos del Golán (que no estaban dentro de los límites del mandato) no podían utilizarse y era necesaria una legislación primaria directa por parte del Knéset.

### Años 1970
Tras la guerra de Yom Kipur en 1973, con la derrota siria y posterior restablecimiento de la línea púrpura, se sancionó la Resolución 350 del Consejo de Seguridad de las Naciones Unidas y se estableció la paz en la región. No obstante, la Organización para la Liberación de Palestina inició sus ataques terroristas en el Subdistrito del Golán.
En 1978 cinco jefes de asentamientos drusos en los Altos del Golán, que también sufrían los ataques terroristas continuos de la OLP, se unieron al llamamiento de los jefes de los asentamientos judíos para anexar completamente la región a Israel.

### Años 1980

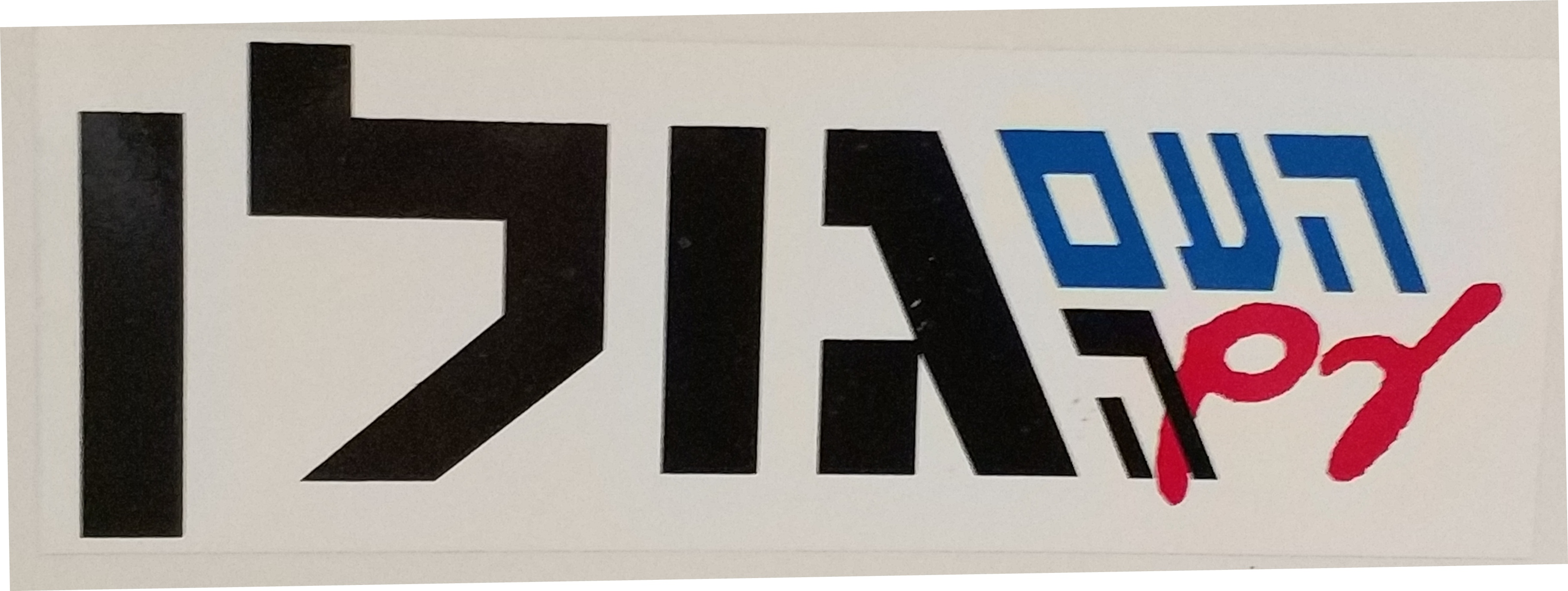
Pegatina que dice en hebreo «El pueblo con el Golán».

En 1980 se promulgó la polémica Ley de Jerusalén que establece: «Jerusalén entera y unificada es la capital de Israel». Su significado es una anexión al territorio israelí de Jerusalén Este, proclamado en detrimento soberano del Estado de Palestina.
La aprobación de la ley estuvo precedida por una lucha pública a gran escala, bajo el lema «El Norte no debe perderse», para preservar la región bajo la soberanía israelí. Liderada por el Comité de Asentamientos del Golán, cerca de un millón de residentes de Israel firmaron una petición exigiendo la anexión.
En la mañana del 14 de diciembre de 1981, unos seis meses antes del Tratado de paz egipcio-israelí, el gobierno encabezado por Menájem Beguín decidió presentar la ley a la Knéset y fue aprobada ese mismo día en tres lecturas. La oposición generó críticas dirigidas a que la ley puede bloquear el camino a futuras negociaciones con Siria, pero triunfó la ley con 63 votos positivos y 21 negativos.

## Consecuencias

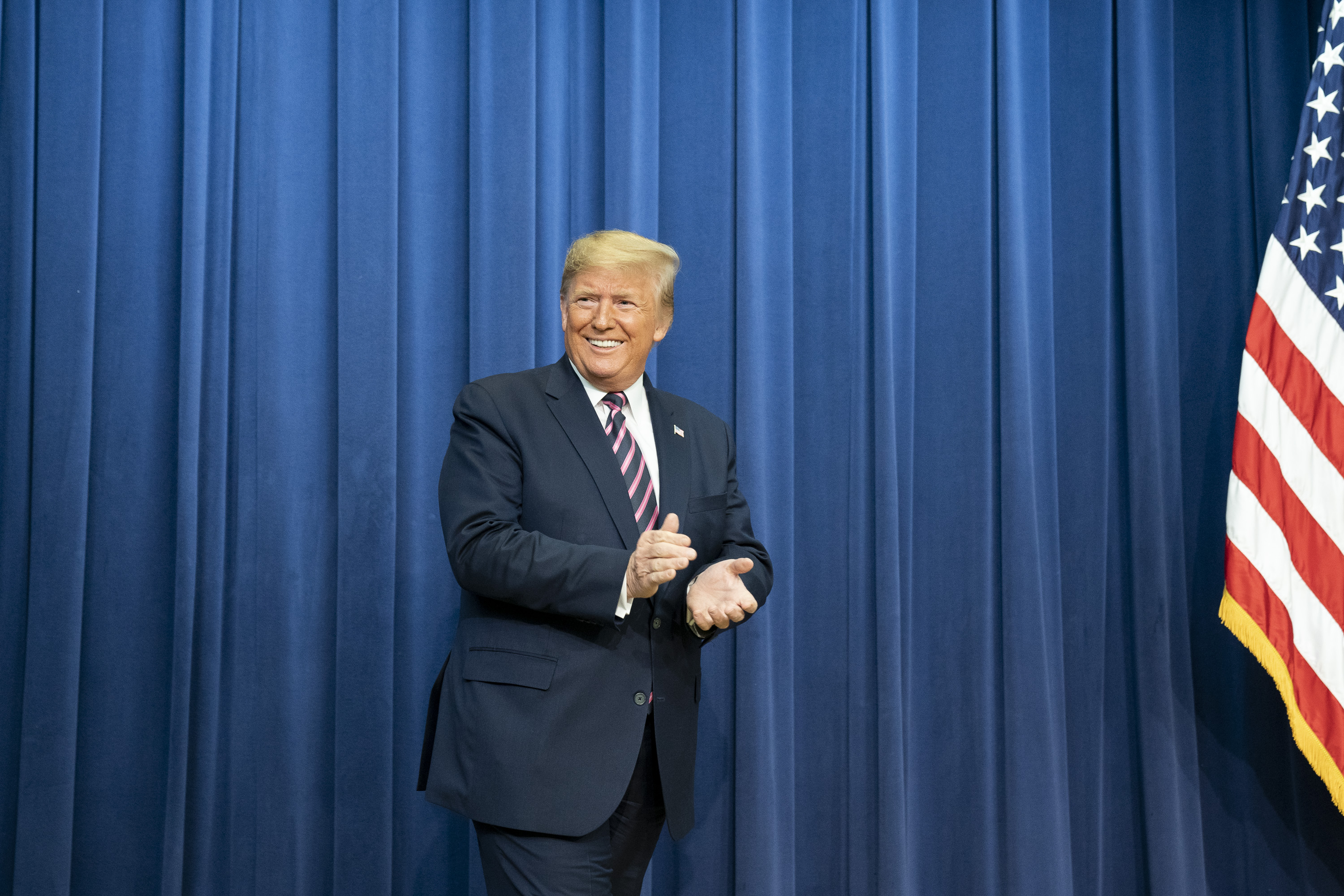
En 2019 Donald Trump, presidente de los Estados Unidos, reconoció la soberanía israelí.

Se lanzaron duras críticas internacionales a Israel por la ley, al principio ningún país la reconoció y surgió una crisis en las relaciones Estados Unidos-Israel. El presidente estadounidense, Ronald Reagan, decidió suspender el memorando de entendimiento estratégico con Israel y congelar las solicitudes de seguridad israelíes.
En los Altos del Golán, los aldeanos de Ghajar y de las Granjas de Shebaa adoptaron la ciudadanía israelí sin discusiones y se beneficiaron con los derechos de Israel. Mientras que una minoría de residentes de Majdal Shams, favorables a Siria por relaciones y lazos familiares, se negaron abrumadoramente a aceptar la nueva ciudadanía y estallaron en manifestaciones políticas.

### Posteridad
El gobierno de Isaac Rabin, siguiendo su política de «paz a cambio de territorios», intentó negociar con Siria la devolución de los Altos del Golán a cambio de un acuerdo de paz; pero Rabin fue asesinado en noviembre de 1995.
En 1999 la Knéset sancionó la norma apodada «Ley de Armadura de los Altos del Golán». Establece que una decisión del gobierno de ceder el territorio requerirá la aprobación de la mayoría de los miembros del parlamento (mínimo 61) y renuncia a la celebración de un referendo en la región sobre esa cuestión.
En 2019 los Estados Unidos reconocieron la soberanía israelí, bajo la presidencia de Donald Trump, según lo estipulado en esta ley.

## Legitimidad

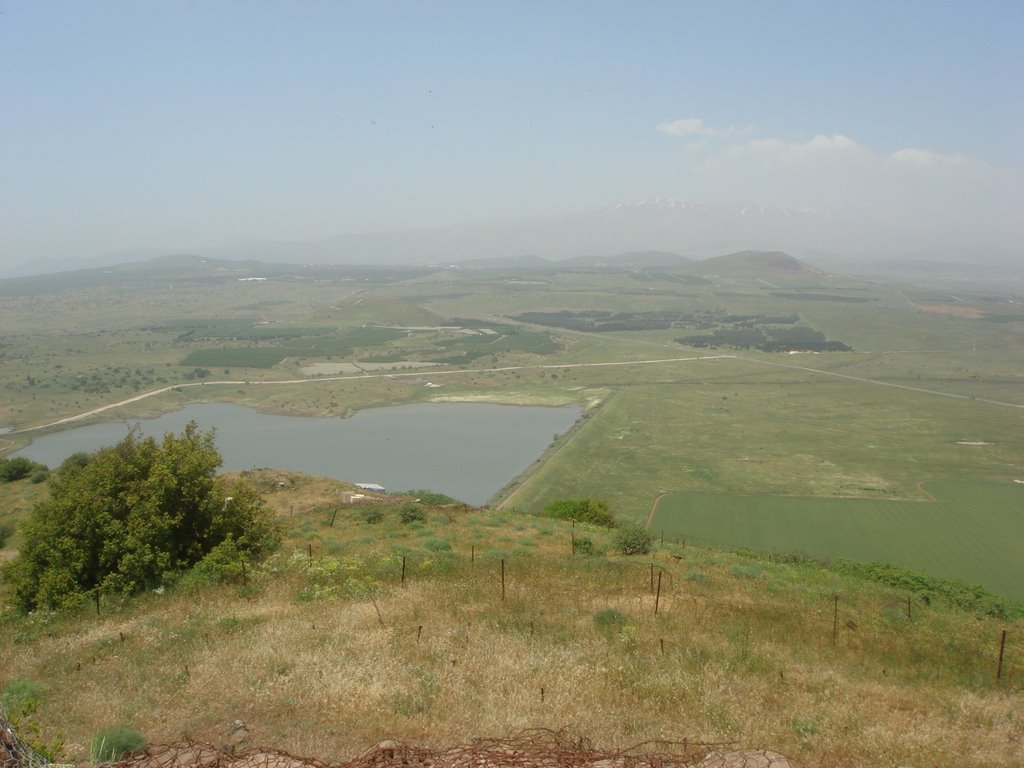
Los Altos del Golán en 2009.

Entre los juristas israelíes existe una disputa sobre el significado legal de la Ley de los Altos del Golán.
Se argumenta, siguiendo una interpretación sistemática, que en realidad la ley anexó los Altos del Golán a Israel y le aplicó plenamente la soberanía del estado. Otra línea de pensamiento, siguiendo una interpretación literal, afirma que determinó la jurisdicción israelí pero no la anexión de los Altos del Golán, argumentando en la ausencia de la palabra «anexión» en el texto y que el primer ministro Menájem Beguín le dijo al legislador Amnon Rubinstein: «Usted usa la palabra ‘anexión’, yo no la uso».